# Ponciano Arriaga, Chiapas
Ponciano Arriaga är en ort i Mexiko.   Den ligger i kommunen Totolapa och delstaten Chiapas, i den sydöstra delen av landet, 800 km öster om huvudstaden Mexico City. Ponciano Arriaga ligger 875 meter över havet och antalet invånare är 795.
Terrängen runt Ponciano Arriaga är kuperad. Runt Ponciano Arriaga är det ganska glesbefolkat, med 36 invånare per kvadratkilometer. Närmaste större samhälle är Venustiano Carranza, 18,0 km söder om Ponciano Arriaga. Omgivningarna runt Ponciano Arriaga är en mosaik av jordbruksmark och naturlig växtlighet.